# Lintzgarth
Lintzgarth – wieś w Anglii, w hrabstwie Durham. Leży 35 km na zachód od miasta Durham i 387 km na północ od Londynu.